# London Chamber Players
Ансамбълът London Chamber Players е камерен оркестър за класическа музика, базиран в Лондон, основан през 2011 г. от родения в България пианист Иван Янъков. Оркестърът изнася концерти в Мадрид, Кадоган Хол в Лондон,  Guiting Festival в Cotswolds и редовно в Лондон. 